# 日本職棒大事紀
以下列表为日本職棒的大事紀。

## 1940年代

### 1940年
- 7月6日，巨人投手澤村榮治對名古屋的比賽中投出生涯第三度的無安打比賽。

## 1950年代

### 1950年
- 6月28日：巨人隊投手藤本英雄在青森棒球場舉行的巨人隊對西日本隊之役，投出史上第一場「完全比賽」勝投紀錄。當時藤本英雄代替因肚子痛而無法上場的多田文久三上場先發主投。

### 1951年
- 10月5日：大映隊飯島滋彌單場比賽11分打點新紀錄。

### 1954年
- 8月22日至9月21日：南海隊18連勝新紀錄。

### 1955年
- 6月28日：在川崎球場蜻蜓隊出戰大映隊的總冠軍賽中，蜻蜓隊投手史達恩獲得第三百場勝投紀錄。
- 10月24日：巨人隊以4勝3負擊敗南海隊，奪回年度總冠軍頭銜。

### 1956年
- 3月25日，巨人隊打者通笠一夫在九局下落後三分滿壘時代打上場，從中日王牌投手杉下茂手中擊出日職首發代打逆轉再見滿貫全壘打。

### 1958年
- 4月4日：開幕戰巨人隊“少年強打”長島茂雄在面對國鐵隊左投金田正一交手後，長島茂雄四打數都被三振出局。
- 5月31日：東映隊投手土橋正幸，在對上西鐵隊的比賽，投出當時日本記錄的單場16次三振，完封獲勝。

## 1960年代

### 1960年
- 9月21日：國鐵隊投手金田正一達到第三千次的奪三振紀錄。

### 1964年
- 5月3日：巨人隊王貞治在後樂園球場演出4打席4支全壘打的輝煌佳績。
- 7月16日：國鐵隊投手金田正一演出累計第4000次奪三振新紀錄，並寫下連續14年20勝以上勝投。
- 9月23日：巨人隊王貞治單季55支全壘打新紀錄。

### 1965年
- 10月2日：廣島隊投手外木場義郎在阪神甲子園球場對阪神隊生涯第一戰即投出無安打比賽。
- 11月7日：日本職棒第一次實施新人選秀會。

### 1966年
- 6月27日：巨人隊投手堀內恆夫創下開幕戰連續13場勝投紀錄。

### 1967年
- 6月27日：巨人隊投手金田正一在對大洋隊一戰，投出單場16次奪三振的中央聯盟新紀錄。
- 7月30日：阪急隊住友平在對東京隊一戰，在接殺平飛球後，先踏二壘壘打，再刺殺一壘往二壘的跑者，演出個人「三殺」的日本職棒史上新紀錄。
- 10月10日：巨人隊投手堀內恆夫出戰廣島隊投出「無安打、無失分」。

### 1968年
- 9月17日：阪神隊江夏豐在對巨人隊比賽飆出球季第354次奪三振的新紀錄。

### 1969年
- 5月4日：巨人隊長島茂雄擊出生涯第300號全壘打紀錄。
- 10月9日：「日本職棒之父」正力松太郎因病逝世。
- 10月10日：巨人隊投手金田正一在後樂園球場對中日隊之戰，達到第400勝史上新紀錄。

## 1970年代

### 1971年
- 6月4日：羅德隊醍醐猛夫連續四打席揮出全壘打創下洋聯紀錄。
- 6月19日：羅德隊小山正明3000K達成。
- 7月4日：羅德隊小山正明300勝達成。
- 7月13日：羅德隊濃人涉監督由於不滿裁判對投手江藤慎一的好壞球判決，憤而放棄比賽。

### 1972年
- 4月29日：廣島隊外木場義郎在對巨人隊之役，投出他個人第三度「無安打、無失分」紀錄。
- 5月3日：阪急隊福本豐，在一場比賽中盜壘成功五次的新紀錄。
- 6月6日：巨人隊王貞治擊出第500號全壘打紀錄。
- 6月22日：巨人隊長島茂雄達成第400號全壘打紀錄。
- 8月19日：張本勳達到第2000支安打紀錄。
- 8月27日：阪急隊福本豐寫下年度球季第106次盜壘成功的日本職棒新紀錄。
- 9月20日：巨人隊王貞治締造連續7場比賽擊出全壘打的日本職棒新紀錄。
- 10月9日：南海隊野村克第2236場出賽創下日本職棒史上最多出賽新紀錄。
- 10月28日：巨人隊以4勝1負擊敗阪急隊，贏得年度連續第8度日本總冠軍。

### 1973年
- 8月3日：南海隊野村克也改寫川上哲治的第2352支史上最多安打紀錄。
- 8月29日：巨人隊王貞治擊出第573支全壘打，超越野村克也所持有的最多紀錄。
- 11月1日：巨人隊以4勝1負戰績擊敗南海隊，贏取連續9年總冠軍賽霸業。

### 1974年
- 6月28日：阪急隊高井保弘代打時擊出第14支代打全壘打新紀錄。

### 1978年
- 3月31日：橫濱球場正式落成啟用。
- 8月30日：巨人隊世界全壘打王王貞治達到個人職棒生涯累計第800號全壘打紀錄。
- 10月4日：養樂多隊創隊29年之來，第一次贏得中央聯盟冠軍頭銜。
- 10月19日：中央聯盟冠軍養樂多隊，以4勝3負擊敗太平洋聯盟冠軍阪急隊，贏得年度總冠軍頭銜。
- 11月21日：“怪物”江川卓在新人選秀會中被阪神隊指名，最後與巨人完成交易，史稱「江川事件」，轟動日本職棒。

### 1979年
- 1月31日，原被阪神隊網羅的江川卓，在各方協調下由巨人隊王牌投手小林繁以交換球員條件轉到巨人隊。
- 6月17日，巨人隊的江川卓第三度先發，主投到了八局上半一出局，在被廣島的高橋慶彥打出三壘安打之後，突然鼻血不止而退場，巨人派出九勝的先發新浦壽夫上場救援。
- 7月31日：廣島隊高橋慶彥締造連續33場安打的日本職棒新紀錄。高橋慶彥首局對巨人隊先發投手新浦來球擊出左外野安打，寫下連續33場比賽都有安打的日本職棒新紀錄，原紀錄保持人是阪急隊長池德二在1971年所締造的32場紀錄。

## 1980年代

### 1980年
- 6月7日：落合博滿創下連續五試合擊出本壘打洋聯記錄。

### 1985年
- 4月13日，莊勝雄出戰西武首勝。
- 5月31日，莊勝雄投出完封勝，距離上一次外籍投手投出完封相距22年。
- 6月4日，西武隊郭泰源面對火腿隊投出無安打比賽。
- 7月7日，飽受舊傷的村田兆志開幕11連勝完全復活。
- 9月18日，落合博滿在故鄉秋田縣立球場連續擊出三發全壘打。

### 1986年
- 8月24日：莊勝雄連續10次奪救援點刷新洋聯紀錄。

### 1988年
- 6月14日，巨人隊呂明賜登上一軍舞台，首打席（第二球）便轟出全壘打。

### 1989年
- 4月5日：羅德隊村田兆治連續四年，通算12次擔任開幕先發，投出149球完封勝。
- 4月8日：火腿隊中島輝士擊出33年來新人在開幕戰揮出「再見全壘打」紀錄。
- 5月6日：羅德隊伊良部秀輝投出156公里日本職棒最快球速。
- 7月15日：巨人隊齋藤雅樹締造連續11場完投勝的新紀錄。

## 1990年代

### 1990年
- 4月29日：近鐵隊野茂英雄締造單場17次奪三振的平日本職棒最高紀錄。
- 10月13日：羅德隊村田兆志引退賽5局完封勝（因雨裁決）。

### 1991年
- 4月14日：羅德隊莊勝雄與“K博士”野茂英雄對決，莊勝雄投出115球完封。

### 1993年
- 5月3日：羅德隊伊良部秀輝對清原和博投出156公里球速再次刷新日本紀錄。
- 7月9日：羅德隊佐藤幸彥單場四犧打創日本紀錄。
- 7月25日：羅德隊南淵時高14打席連續出壘創日本記錄。

### 1994年
- 9月14日：歐力士隊鈴木一朗締造年度第192支安打的日本職棒新紀錄，年終210支紀錄。

### 1995年
- 4月21日：歐力士隊投手野田浩司締造單場比賽十九次奪三振的日本職棒新紀錄。

### 1998年
- 7月8日，羅德隊連續18敗改寫日本職棒史上最多連敗紀錄。
- 8月5日，橫濱隊佐佐木主浩締造194場救援點，刷新江夏豐保持的193場紀錄。

### 1999年
- 5月16日，超級新人松阪大輔與打擊天才鈴木一朗的初次對決，松阪大輔連續三振一朗三次。